# 扁尾海蛇
扁尾海蛇（学名：Laticauda laticaudata），又名扁尾海蛇或藍唇青斑海蛇，为眼镜蛇科扁尾海蛇属的爬行动物。其分布於印度洋與西太平洋。

## 分類
黑唇青斑海蛇是由卡爾·林奈於其劃時代的1758年《自然系統》第10版中首次描述的物種之一，當時命名為Coluber laticaudatus。 目前已知有兩個亞種，分別為Laticauda laticaudata laticaudata與Laticauda laticaudata affinis。

## 描述

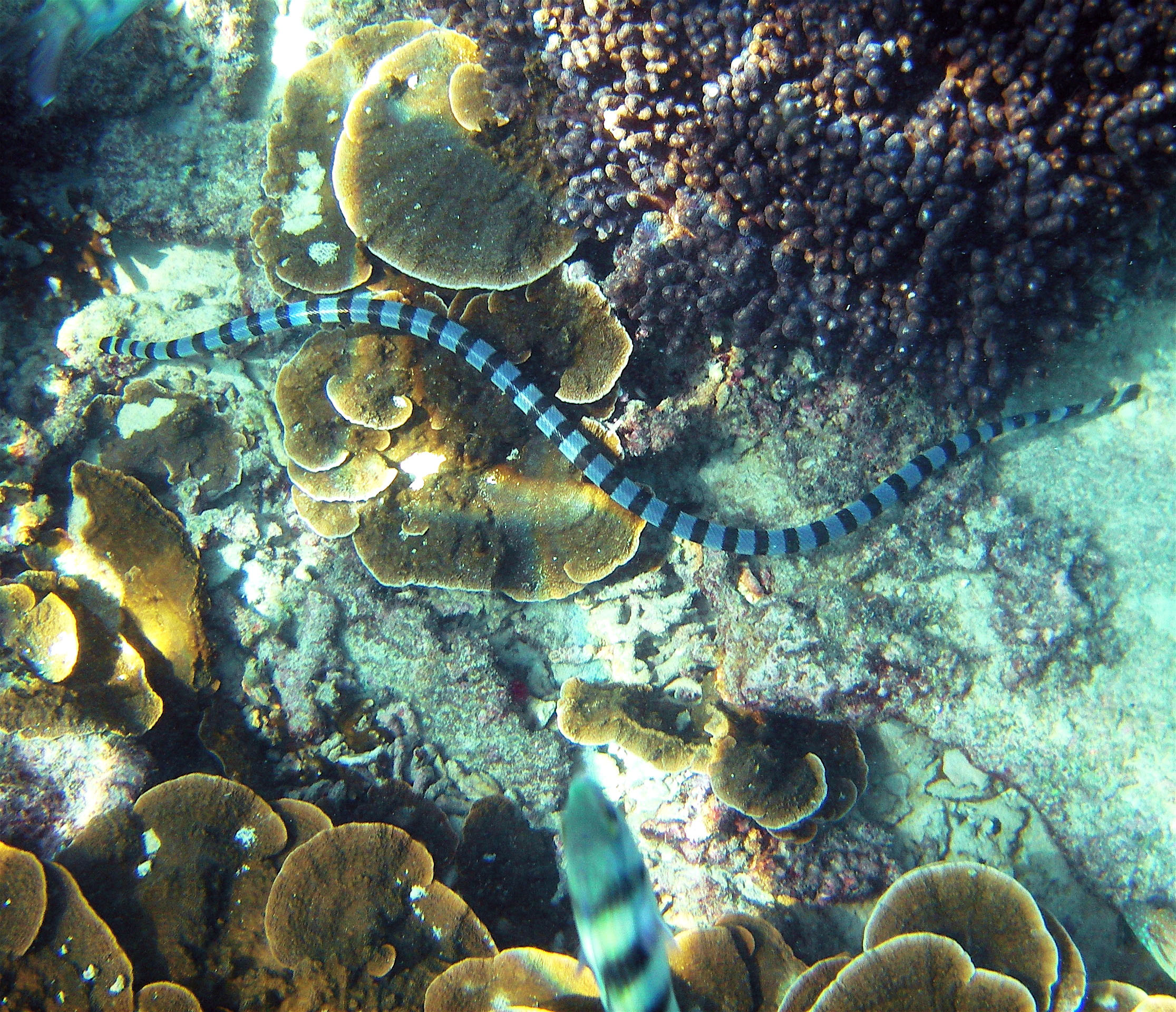
L. laticaudata 在蘇美島（泰國）離岸的珊瑚礁中獵食。

此蛇的腹鱗較大，寬度約為體寬的三分之一至一半以上；鼻孔側向；鼻鱗由內鼻鱗分隔；體中段具有19列覆瓦狀縱列鱗；無奇數前額鱗盾；吻鱗未分裂；腹鱗數為225–243枚；雄性尾下鱗數為38–47枚，雌性為30–35枚（腹鱗與尾下鱗數據引自 Smith 1943:443）。上唇為深褐色。
總體長度依性別而異：雄性為910 mm（36英寸），雌性為1,070 mm（42英寸），尾長大致相同：110 mm（4.3英寸）。本種可藉由19列體鱗與深褐色上唇來區分於其他扁尾海蛇屬物種。

## 分布與棲地
本種分布於印度洋與西太平洋地區：孟加拉灣（孟加拉、印度東部、安達曼群島與尼科巴群島、斯里蘭卡、緬甸、泰國）、馬來半島至印尼沿岸、東帝汶、新幾內亞、菲律賓、福建與台灣沿海、日本、波利尼西亞、美拉尼西亞、所羅門群島、新喀里多尼亞、帛琉、萬那杜、斐濟與澳洲（昆士蘭）。
2011年與2025年1月曾在紐西蘭德文港發現一條標本，但其在被送至凱莉-塔爾敦海洋生物水族館後不久死亡。
黑唇青斑海蛇廣泛分布於西太平洋，常在珊瑚礁中覓食，並返回陸地進行消化、交配、蛻皮與產卵行為。
黑唇青斑海蛇從水中移至陸地時會經歷快速的溫度變化，牠們通常會尋找陰影處以減緩此變化的影響。

## 特殊習性
此蛇已知會在長尾水薙鳥的洞穴中取暖。